# Миньоны (мультфильм)
«Миньо́ны» (англ. Minions) — американский анимационный фильм, премьера которого состоялась летом 2015 года. А премьера дубляжа на русском языке — 9 июля 2015 года. Приквел и спин-офф серии мультфильмов «Гадкий я», рассказывает о предыстории миньонов, которые на протяжении веков служили самым ужасным злодеям. Но после потери очередного хозяина они остаются в ледяной пещере. Позже трое из них (Кевин, Стюарт и Боб) отправляются на поиски нового злодея, которым оказалась Скарлет Оверкилл.
Это один из двенадцати мультфильмов (наряду с «История игрушек: Большой побег», «Холодное сердце», «Зверополис», «Гадкий я 3», «В поисках Дори», «Суперсемейка 2», «История игрушек 4», «Холодное сердце 2», «Король Лев» (2019), «Головоломка 2» и «Братья Супер Марио в кино»), преодолевших рубеж кассовых сборов в 1 миллиард долларов. Также это 23-й фильм, сумевший достичь данной отметки.

## Сюжет
Начало фильма повествует о происхождении миньонов, маленьких помощников Грю. Они служили всем злодеям, когда-либо жившим на Земле, но по случайности убили всех своих хозяев. Тираннозавр Рекс укатился на камне к жерлу вулкана, затем скатившийся под камень миньон случайно его толкнул, уронив динозавра в лаву. Пещерному человеку они дали мухобойку вместо биты, в результате чего он не смог отбиться от медведя. На египетского фараона уронили неправильно построенную пирамиду. Когда Дракуле исполнилось 357 лет, миньоны на его день рождения открыли шторы, из-за чего тот погиб от солнечного света. В Наполеона выстрелили из пушки. После потери последнего хозяина они нашли пристанище в ледяной пещере и первое время жили в своё удовольствие, но затем начали скучать и грустить, ведь если миньоны никому не служат, они теряют смысл жизни и впадают в депрессию, из-за чего могут даже умереть. Один из миньонов, Кевин, решил выбраться во внешний мир и найти своим братьям нового злодея. Его спутниками стали Стюарт и Боб, последнего из которых он взял только из-за отсутствия желающих. Они втроём начали свой путь: шли лесом, полем и оказались возле океана.
После долгого плавания по океану на лодке, очень уставшие и голодные миньоны увидели Статую Свободы. Оказалось, что они приплыли в Нью-Йорк 1968 года. Миньоны нашли себе одежду и отправились в торговый центр. Они остановились переночевать и, смотря телевизор, попали на секретный злодейский канал, из которого узнали, что в Орландо скоро пройдёт конференция злодеев, где будет самая знаменитая злодейка Скарлетт Оверкилл. Миньоны решили отправиться к ней. На дороге их подобрала семейка злодеев, грабившая банк.
Прибыв на место, миньоны узнают, что Скарлетт Оверкилл ищет себе помощника, а для того чтобы им стать, необходимо украсть из её рук рубин. Многие злодеи бросаются на неё из-за рубина, но все попытки тщетны. Неожиданно Бобу удаётся выкрасть рубин, но он случайно проглатывает его. Шокированная Скарлетт провозглашает миньонов своими помощниками. Злодейка привозит их к себе домой в Британию, где знакомит со своим эксцентричным мужем по имени Херб Оверкилл, являющимся конструктором злодейских изобретений. Он даёт Кевину лавовую пушку, Бобу— роботизированные руки и ноги, а Стюарту — гипно-шляпу.
После того, как Кевин сообщает остальным миньонам о новом злодее, они направляются в Англию.
Скарлетт говорит миньонам, что хочет заполучить корону Елизаветы II, поэтому отправляет их в Лондонский Тауэр. В крепости Стюарт гипнотизирует охранников. Затем Боб разрезает капсулу с короной, но корону тут же забирают и относят прямиком к королеве. Отправившись за королевской каретой, Стюарт проникает внутрь и пытается выхватить у королевы корону, Кевин старается остановить карету, а Боб направляет её в парк, где вытаскивает для обороны Эскалибур. После этого он становится королём Англии, и Елизавета II сама отдаёт ему корону. Скарлетт узнаёт о случившемся и едет в Лондон, чтобы отомстить миньонам. Боб, Кевин и Стюарт наслаждаются королевской жизнью, но вскоре их находит Скарлетт в Букингемском дворце. Миньоны сообщают ей, что корона на самом деле принадлежит ей. Скарлетт забирает корону, а перед коронацией заманивает миньонов в пыточную и запирает их там. Херб безуспешно пытается убить миньонов, после чего уходит. Позже они оказались на свободе, сбежав через канализацию. Миньоны проникают на коронацию, чтобы извиниться перед Скарлетт, но в кульминационный момент случайно сбрасывают ей на голову огромную люстру. Выбравшись из-под люстры на реактивном платье, несостоявшаяся королева приказывает окружающим её злодеям схватить миньонов. Кевину удаётся сбежать в отличие от пойманных Стюарта и Боба.
В это время остальные миньоны прибывают в Англию, не подозревая о том, что их друзья в опасности.
Кевин, скрывающийся от погони в пабе, видит по телевизору адресованное ему послание от Скарлетт, в котором она сообщает, что Боб и Стюарт уже у неё, и угрожает, что убьет их, если он не придёт до рассвета. Кевин пробирается в жилище Оверкиллов, чтобы раздобыть оружие и спасти друзей, но его преследует толпа злодеев, поэтому Кевин прячется в лаборатории Херба, где превращается в гигантского миньона. Злодеи в ужасе разбегаются, а Кевин идёт к Бобу и Стюарту. Они были привязаны к взрывчатке, но Кевину удаётся погасить фитиль. Скарлетт толкает его и пытается взорвать всех миньонов, направив в них лавовую ракету. Кевин ловит её на лету и глотает, после чего — взрывается. Миньоны грустят о потере Кевина, но вдруг видят, как тот спускается с неба, держась за лямки своего огромного джинсового комбинезона.
Миньоны возвращают корону Елизавете II, и она благодарит каждого из героев. Все вместе они радостно машут публике, но тут корона пропадает, и оказывается, что её украла Скарлетт с мужем, и пытается скрыться с ней в толпе. Внезапно ледолуч Грю останавливает и замораживает бегущих Оверкиллов. Толпа расступается, и появляется 8-летний Грю, который отбирает у Скарлетт корону и улетает. Миньоны понимают, что нашли нового хозяина, и все вместе бегут за ним, «самым Гадким».
В сцене после титров все персонажи танцуют и поют песню Revolution (The Beatles).

## Роли озвучивали
| Актёр             | Роль                                    |
| ----------------- | --------------------------------------- |
| Пьер Коффин       | миньоны Кевин, Боб, Стюарт и другие     |
| Сандра Буллок     | Скарлет Оверкилл злодейка               |
| Джон Хэмм         | Херб Оверкилл муж Скарлет, изобретатель |
| Майкл Китон       | Уолтер Нельсон                          |
| Эллисон Дженни    | Мадж Нельсон                            |
| Стив Куган        | профессор Флакс / охранник короны       |
| Джеффри Раш       | рассказчик                              |
| Дженнифер Сондерс | Королева Елизавета II                   |
| Стив Карелл       | Молодой Грю                             |
| Хироюки Санада    | Думо злодей-сумоист                     |
| Кэти Миксон       | Тина                                    |
| Дэйв Розенбаум    | Фабрис                                  |
| Карлос Алазраки   | различные голоса                        |
| Билл Фармер       | различные голоса                        |
| Джон Кассир       | различные голоса                        |
| Ларейн Ньюман     | различные голоса                        |
| Минди Стерлинг    | различные голоса                        |
| Тара Стронг       | различные голоса                        |
| Джесс Харнелл     | различные голоса                        |
| Питер Серафинович | Шебот, робот                            |

## Создатели
- Пьер Коффен — первый режиссёр, озвучка
- Брайан Линч — автор сценария
- Эйтор Перейра — композитор

## Производство
В июне 2012 года компании Universal Pictures и Illumination Entertainment объявили, что история миньонов из франшизы будет воплощена в отдельном спин-оффе, выпуск которого запланирован на 2014 год. Написание сценария поручили Брайану Линчу, который работал над созданием 3D-аттракциона в Universal Studios Hollywood и других тематических парках. Режиссёром нового фильма стал Пьер Коффен, который создал и другие картины франшизы, сорежиссёром — Кайл Балда, который до этого работал с Крисом Рено, ещё одним режиссёром франшизы. Эрик Гийон вернулся в команду для работы над фильмом, но уже не в качестве арт-директора, а художника-постановщика.
Над оригинальной музыкой к фильму работал бразильский композитор Эйтор Перейра, 10 июля 2015 года был выпущен официальный саундтрек лейблом Back Lot Music.

## Маркетинг
Bloomberg News подсчитал, что Universal Pictures потратила 593 миллиона долларов на рекламу и продвижение фильма. На телевизионную рекламу было потрачено $26,1 млн. Universal описала рекламную кампанию фильма как «самую большую и всеобъемлющую» в их истории. В апреле 2015 года корпорация Pantone объявила о создании нового официального цвета — «Minion Yellow», в партнерстве с Illumination. Серия комиксов и графических рассказов, основанных на сюжете фильма, была опубликована Titan Comics и запущена в июне. McDonald’s выпустил набор игрушек с персонажами фильма, предлагаемого в их детском наборе Happy Meals, которые продавались в период с июня по июль.

## Музыка
Основанная Статья: Миньоны (мультфильм) (саундтрек)
Официальный саундтрек к фильму вышел 10 июля 2015 года.

## Отзывы
Мультфильм получил смешанные отзывы критиков. На сайте Rotten Tomatoes у фильма 54 % положительных рецензий из 175. На Metacritic — 56 баллов из 100 на основе 35 рецензий. Роджер Эберт оценил фильм .в 3 звезды из 4-х. Журнал Rolling Stone дал оценку 2 звезды из 4.

## Сиквел
В январе 2017 года было официально объявлено о продолжении фильма под названием «Миньоны: Грювитация», который был выпущен в июле 2022 года. Режиссёром фильма снова будет Кайлом Балда, с продюсером Брэдом Эблсоном и сценаристом Брайаном Линчем. Название было официально раскрыто в мае 2019 года.